# Og de Souza
Og de Souza é um skatista profissional, Pernambucano nascido em Olinda, Brasil.
Og começou em 1988 andar de skate, é notável como anda de skate usando somente suas as mãos por causa de poliomielite na infância. Ele anda de skate e corre campeonatos na liga Profissional de Skate.

## História
Na Alemanha no ginásio de Westfallenhallen as pessoas não acreditavam que o mesmo correria na liga Mundial de Skate. Og conquista vice-campeonato no Mundial da Alemanha, e leva primeiro lugar para melhor manobra.
2005 Bob Burnquist saúda Og como herói pessoal no vídeo The Reality of Bob Burnquist.
2006 Og convidado pelo ilustre Jon Humphries, para ser um dos protagonistas do documentário “Skate na Veia”, sendo único brasileiro no vídeo, a capa do vídeo é os pés de Og.
2007 Og volta ser protagonista na abertura dos Jogos Parapan-americanos Rio 2007, skate não estava como disputa apenas como representação dos Jogos. No mesmo ano finaliza entre os noventa e três colocados brasileiros no Rank nacional em 40° lugar

## Frase
"Sou igual a todo ser humano, mas admito que respiro skate. O skate mudou pra valer a minha vida, me fez ver o mundo com outros olhos", Og de Souza.